# Achaearanea globispira
Achaearanea globispira är en spindelart som beskrevs av August Wilhelm Eduard Theodor Henschel och Rudy Jocqué 1994. Achaearanea globispira ingår i släktet Achaearanea och familjen klotspindlar. Inga underarter finns listade i Catalogue of Life.